# Cap Colnett
Le cap Colnett est un cap de Nouvelle-Calédonie.

## Description
Le cap Colnett se situe entre Oubatche et Panié. Il est bordé de toute part par un massif.

## Histoire
Il tient son nom de l'enseigne de vaisseau Colnett qui, le premier, lors de l'expédition de James Cook, l'aperçut. Gustave Kanappe s'y rend en novembre 1880 pour y rencontrer le chef de la tribu des Ouébias qui y demeure.